# Australomedusidae
Famille
Les Australomedusidae forment une famille d'hydrozoaires dans l'ordre des Anthoathecatae. La famille compte environ 6 espèces.

## Liste des genres
Selon World Register of Marine Species (5 août 2015) :
- genre Australomedusa Russell, 1970
- genre Octorathkea Uchida, 1927
- genre Zhangiella Bouillon, Gravili, Pages, Gili & Boero, 2006